# Hoplitis popovi
Hoplitis popovi är en biart som beskrevs av Wu 2004. Hoplitis popovi ingår i släktet gnagbin, och familjen buksamlarbin. Inga underarter finns listade i Catalogue of Life.